# 미치 리치먼드
미첼 제임스 "미치" 리치먼드(영어: Mitchell James "Mitch" Richmond, 1965년 6월 30일 ~ )는 미국의 은퇴한 농구 선수이자 현재 세인트 존스 레드 스톰의 수석 코치이다. 그는 칼리지 수준으로 모벌리 에이리어 커뮤니티 칼리지와 캔자스 주립 대학교에서 활약하였다. 리치먼드는 2014년 네이스미스 농구 명예의 전당으로 투표되었다. 그의 별명들은 "The Rock"을 포함한다. 그의 등번호 2는 그가 7개의 시즌을 활약한 새크라멘토 킹스에 의하여 영구 결번되었다.

## 대학 경력
캔자스 주립 역사상 가장 인정 받을 만한 선수들 중의 하나인 리치먼드는 1986년 ~ 88년부터 총감독 론 크루거를 위하여 2년의 모교 약자 마크의 착용이 허용된 우수 선수였다. 그는 NCAA 토너먼트의 출연들의 한 쌍과 1988년 NCAA 중서부 지방 결승전으로 향하는 것을 포함하여 와일드캐츠를 45 승 20 패 (.692)의 기록으로 지도하는 도움을 주었다.

## 프로 경력

### 골든스테이트 워리어스 (1988년 ~ 91년)
자신이 한 경기에 20 포인트를 평균한 캔자스 주립 대학교에서 2년과 모벌리 에이리어 커뮤니티 칼리지에서 2년에 이어 리치먼드는 골든스테이트 워리어스에 의하여 1988년 NBA 드래프트에서 전체 5위에 드래프트되었다.
리치먼드는 워리어스를 위하여 한 경기에 22 포인트를 평균한 후, 1988년 ~ 89년 시즌에 "올해의 NBA 신인 선수" 상을 사로잡았다. 그는 리치먼드 자신과 동료 선수들 팀 하더웨이와 크리스 멀린에 "RUN TMC"(선수들의 첫 이름의 첫 글자와 인기 있는 랩 그룹 Run-D.M.C.의 이름에 놀이)를 더빙한 돈 넬슨 감독의 빠른 속도의 공격의 주요 일부였다. 그가 증명한 슈팅에 추가로 그는 워리어스의 공격에 일부로서 링으로 돌진하면서 하더웨이의 패스와 패스트브레이크 기능과 멀린의 슈팅 기능들을 보충하였다.

### 새크라멘토 킹스 (1991년 ~ 98년)
워리어스에서 한 경기에 22 포인트 이상을 득점한 지 3년 후, 1991년 11월 1일 리치먼드는 빌리 오언스에게 권리들을 위한 교환에서 1991년 ~ 92년 시즌 동안 새크라멘토 킹스로 이적되었고, 1985년 프랜차이즈가 새크라멘토로 옮긴 이래 거의 틀림 없는 팀의 첫 스타 선수가 되었다. 킹스와 1998년까지 머문 리치먼드는 거기서 자신의 7개 시즌들의 각각에서 팀의 지도적인 득점 선수였으며, 각 시즌에 한 경기에 21.9 포인트보다 적지 않게 평균하였다. 1993년과 1998년 사이에 리치먼드는 서부 컨퍼런스의 올스타 팀에 오래있는 선수였고, 1995년 피닉스에서 열린 올스타 경기에서 MVP 명예들을 얻었다. 자신의 전성기의 중간에 리치먼드는 미국 올림픽 팀에 선발되어 애틀랜타에서 금메달을 획득하였다. 자신의 전성기 동안 리치먼드는 농구의 사상 최고의 순수 슈팅 선수들 중의 하나로 인정되었다.

### 워싱턴 위저즈 (1998년 ~ 2001년)
킹스의 변형을 영구한 도어매트에서 엘리트 층의 타이틀 경쟁자로 광고 속에 기호를 넣은 운동이 있던 1998년 5월 리치먼드는 크리스 웨버를 위하여 오티스 소프와 더불어 워싱턴 위저즈로 이적되었다. 하지만 리치먼드를 위하여 일이 잘 되지 않았다. 위저즈와 함께 3년 동안 자신이 킹스의 선수로서 발휘한 많은 슈팅 터치를 잃고, 2000년 ~ 01년 시즌의 중반을 놓친 후 그의 세월이 매겨졌다. 워저즈로부터 리치먼드의 떠남은 팀이 슈팅 가드 포지션에서 그의 영구적 라이벌 마이클 조던의 계약과 함께 동시에 일어났다.

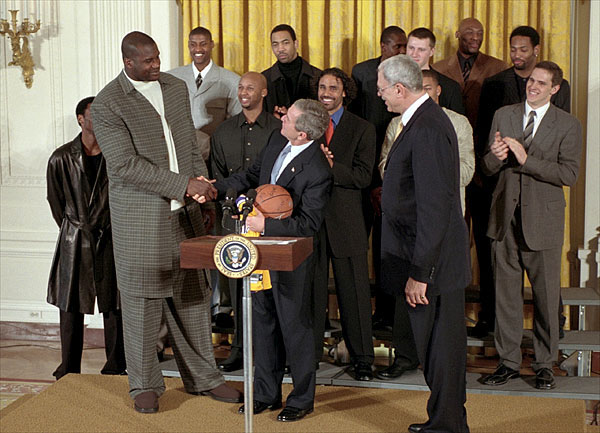
NBA 챔피언십을 우승한 후, 백악관에서 부시 대통령과 함께 한 레이커스 선수단 (뒷줄 오른쪽에서 두번째가 리치먼드) (2002년)

### 로스앤젤레스 레이커스 (2001년 ~ 02년)
리치먼드는 자신 경력의 말년을 활약한 로스앤젤레스 레이커스와 함께 자유 계약 선수로서 계약을 맺었다. 벤치에서 나와 엄격히 활약한 그는 한 경기에 4 포인트를 평균하였다. 그는 2002년 레이커스와 NBA 챔피언십의 링을 얻었으나 포스트 시즌에 절약적으로 활약하여 전체로 4분을 기록하였다. 결승전의 4번째 경기에서 자신 경력의 마지막 골을 이룬 후, 겨우 몇초에 리치먼드는 레이커스와 타이틀을 우승하는 데 그 시간으로 드리블하였다.

## 국가 대표팀 경력
NBA로 입문하기 전에 그는 1988년 서울 올림픽에서 미국 국가 대표팀을 위하여 활약하며 동메달을 땄다. 8년 후, 애틀랜타 올림픽에서 다시 팀의 일원이 되어 이번에는 프로 선수의 자격으로서 뛰면서 서울에서 함께 국가 대표팀에 있었던 데이비드 로빈슨과 금메달을 따냈다.

## 명예의 전당
리치먼드는 2014년을 위하여 네이스미스 농구 명예의 전당으로 선출되어 8월 8일 정식으로 들어갔다.